# Liste des cours d'eau de Bosnie-Herzégovine

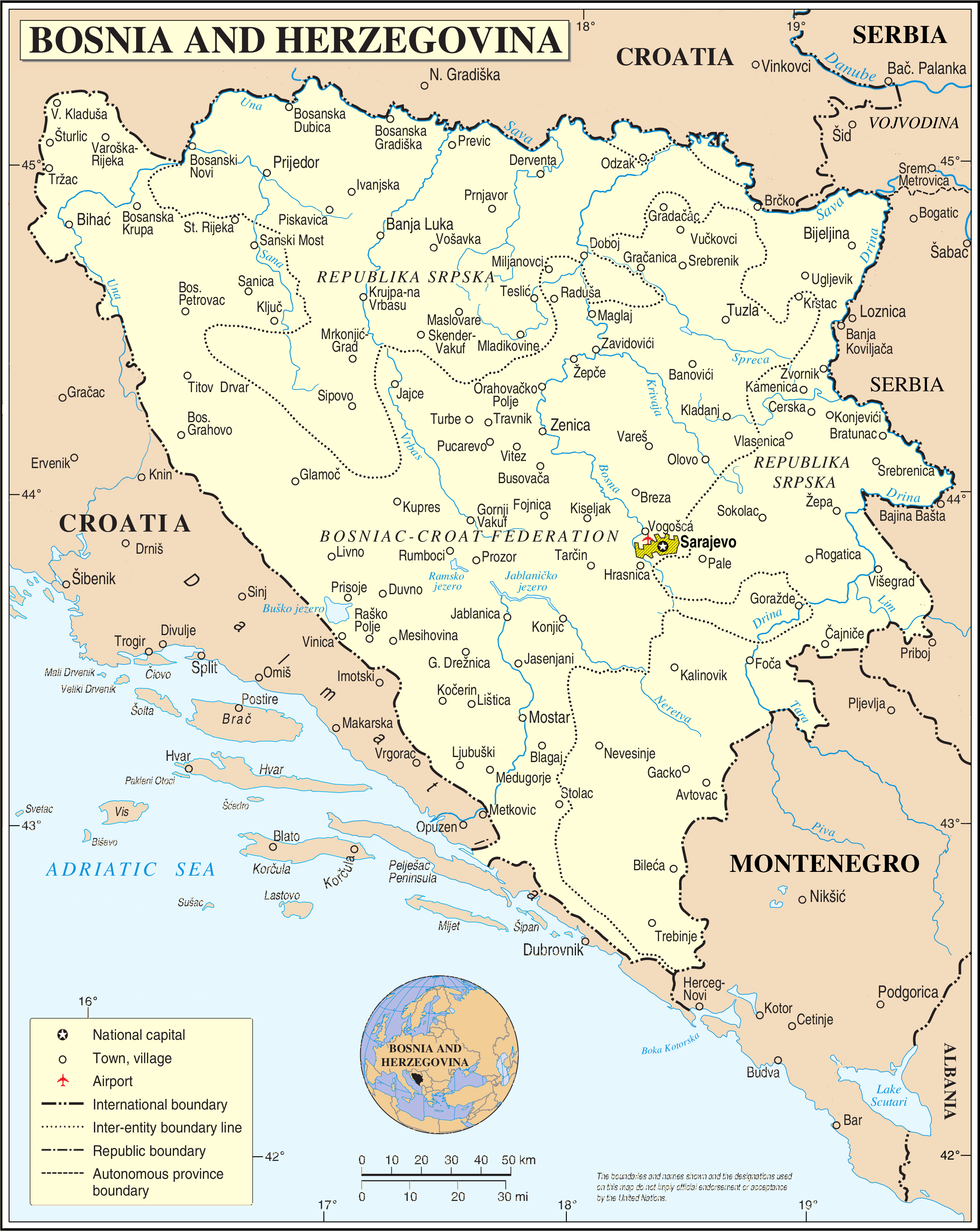
Principales rivières de Bosnie-Herzégovine

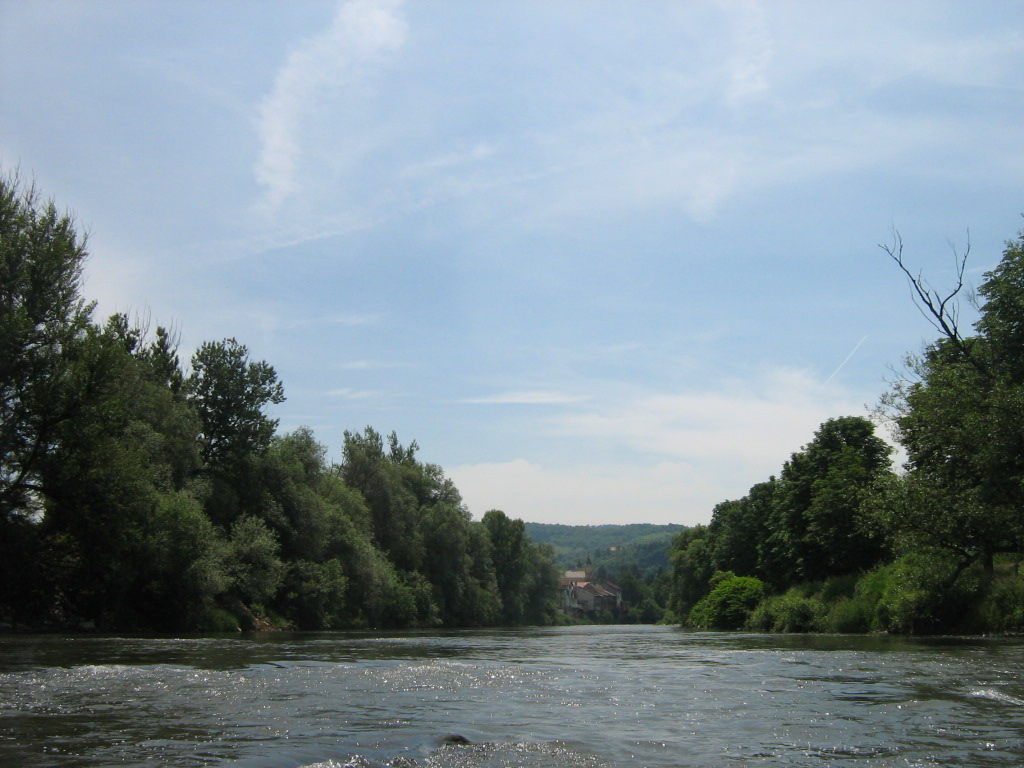
La Bosna près de Visoko

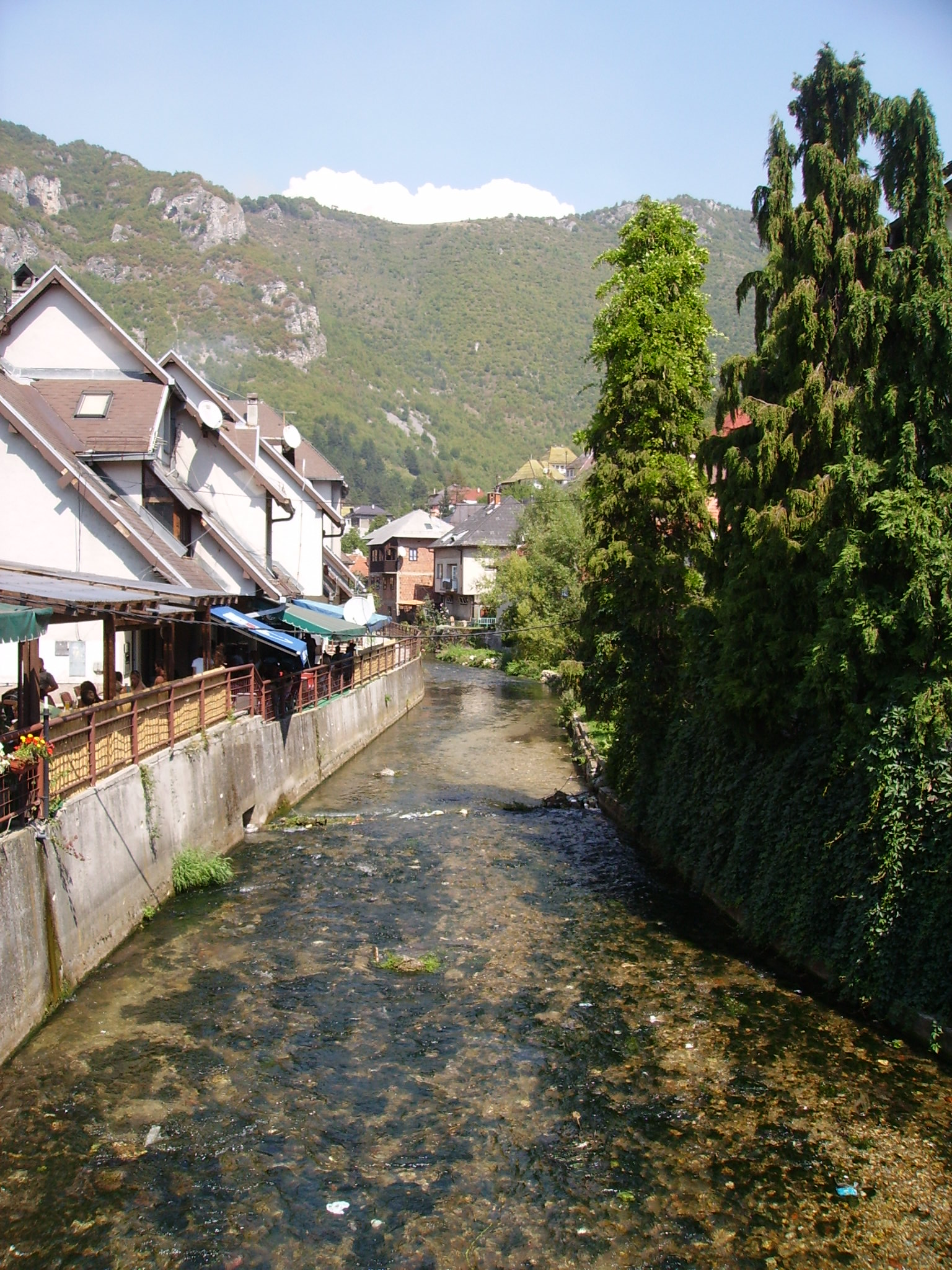
La Lašva à Travnik

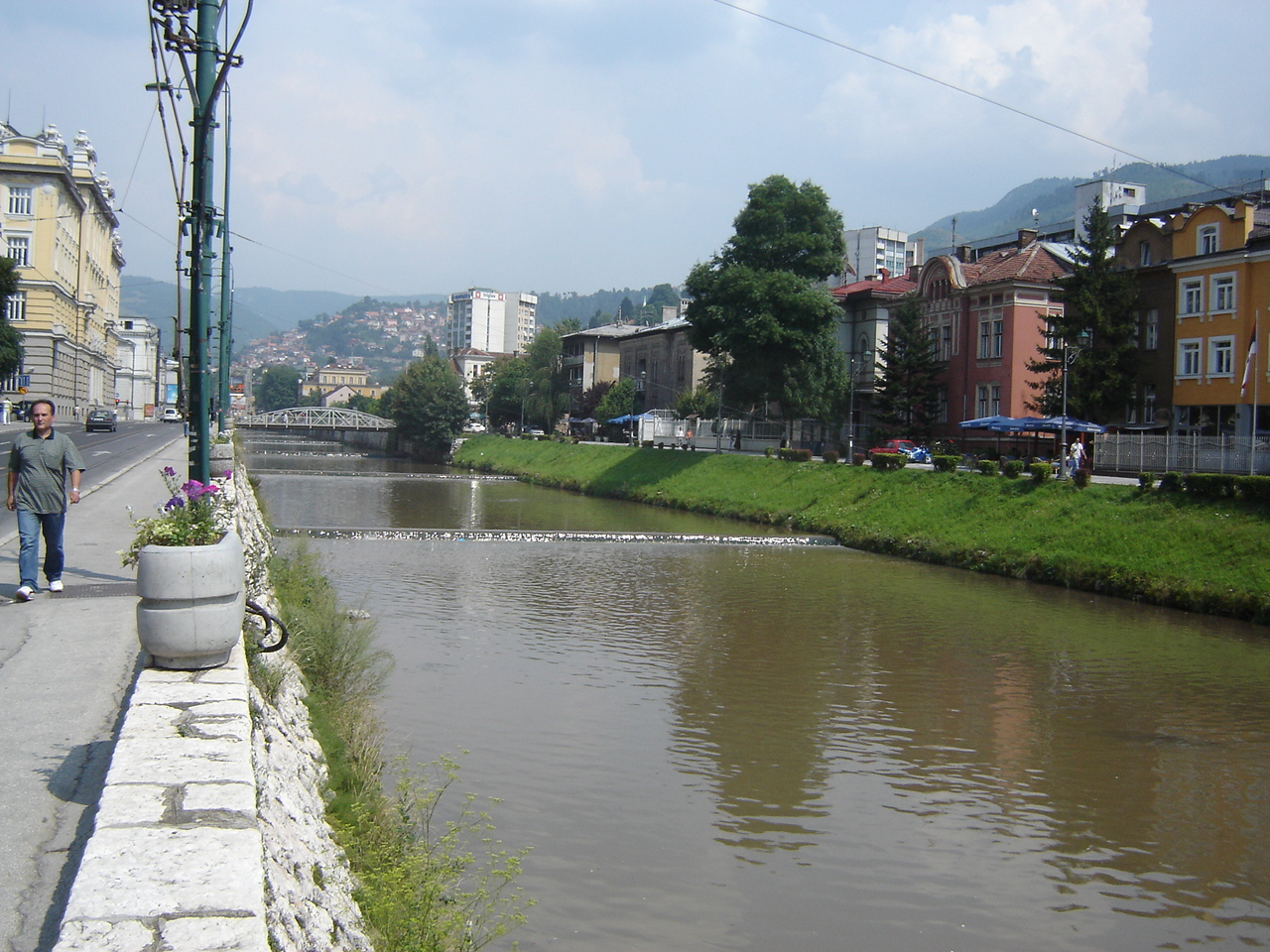
La Miljacka à Sarajevo

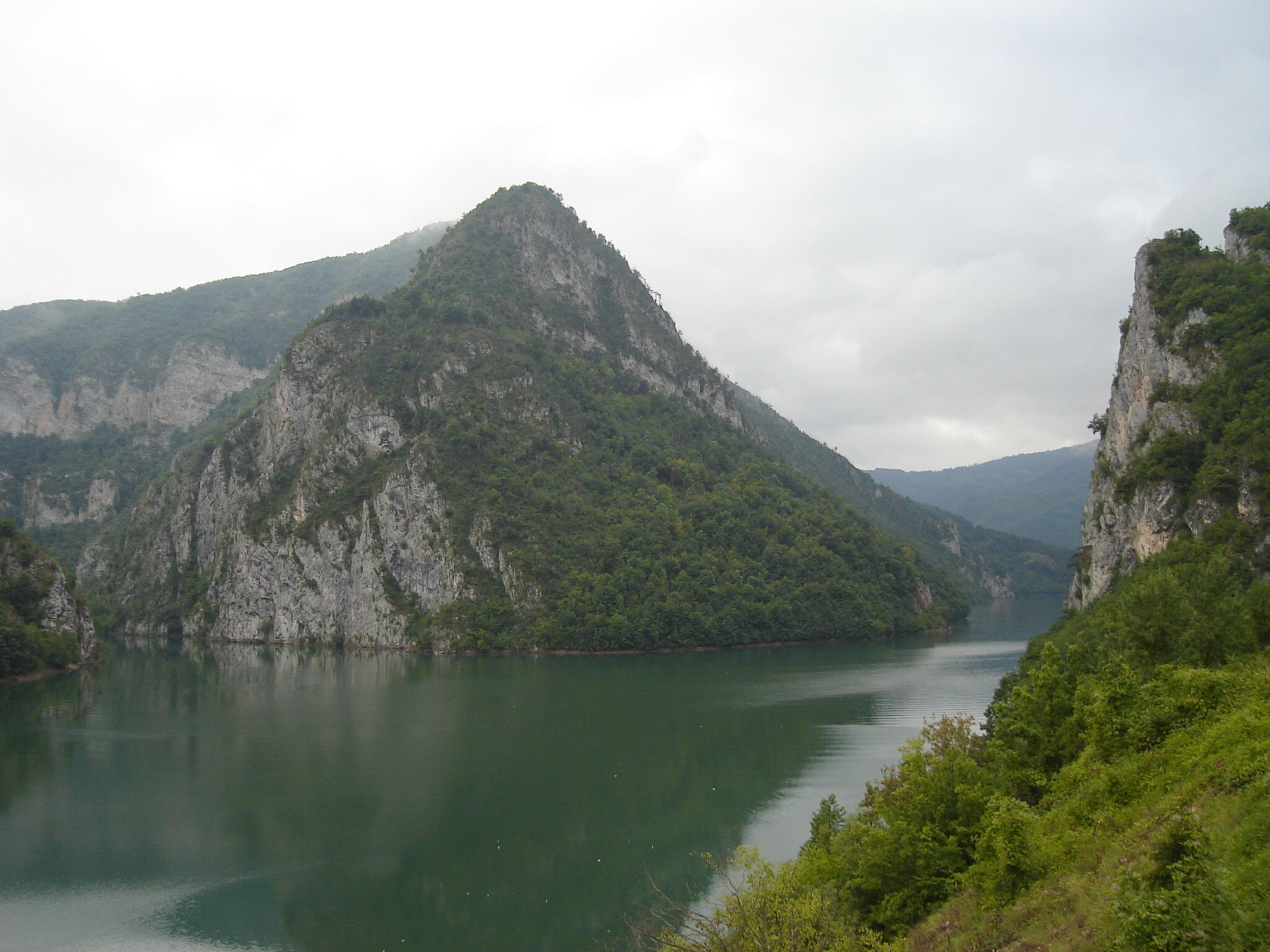
Le confluent du Lim et de la Drina

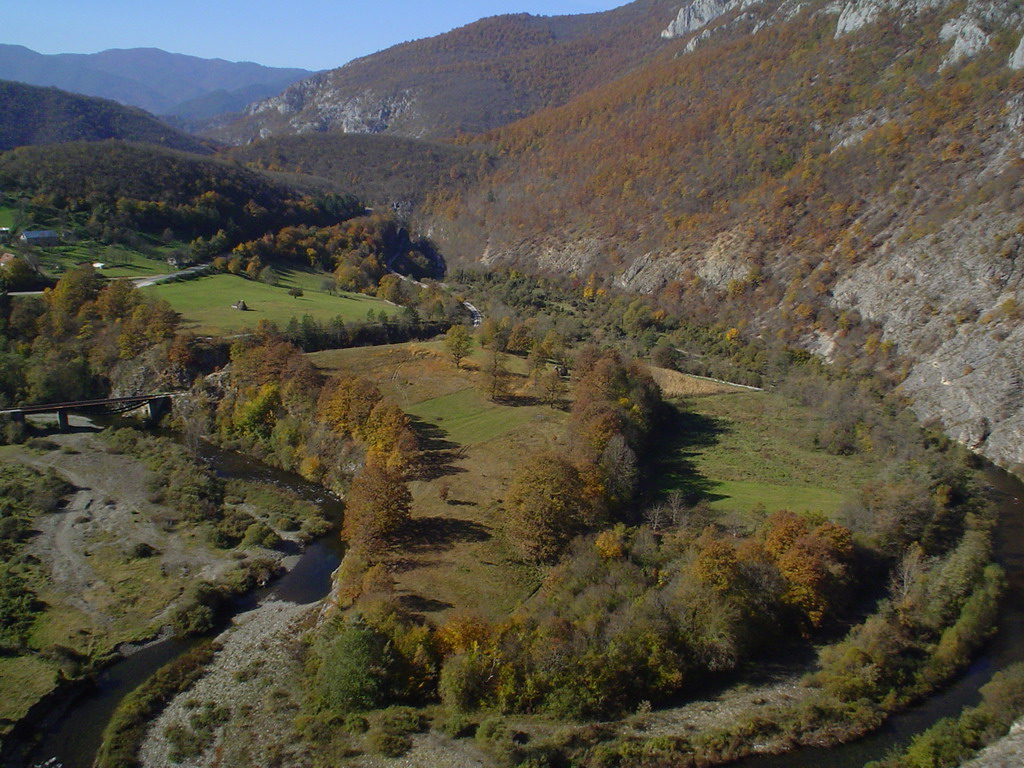
Le Rzav près du village de Vardište

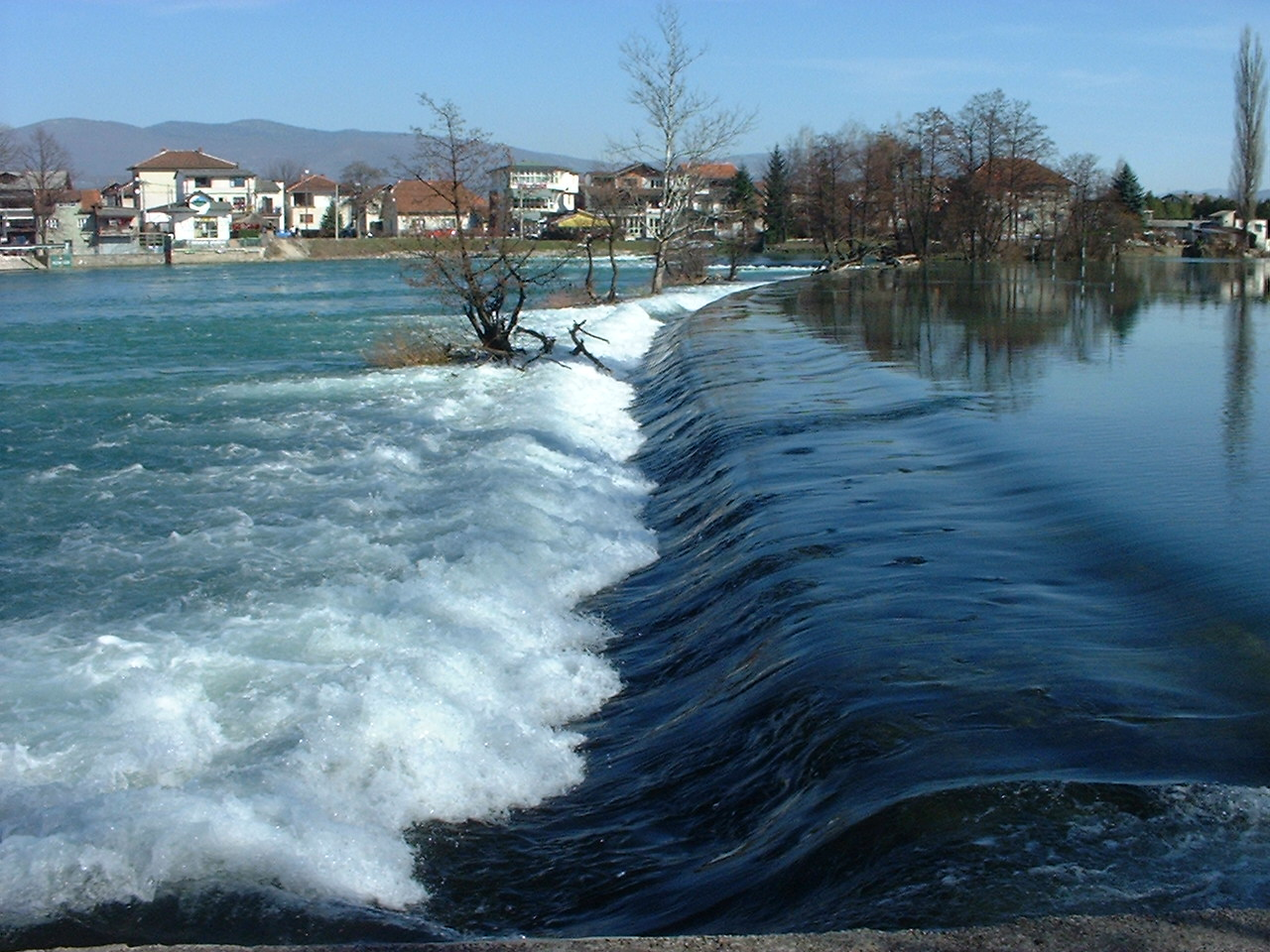
L'Una près de Bihać

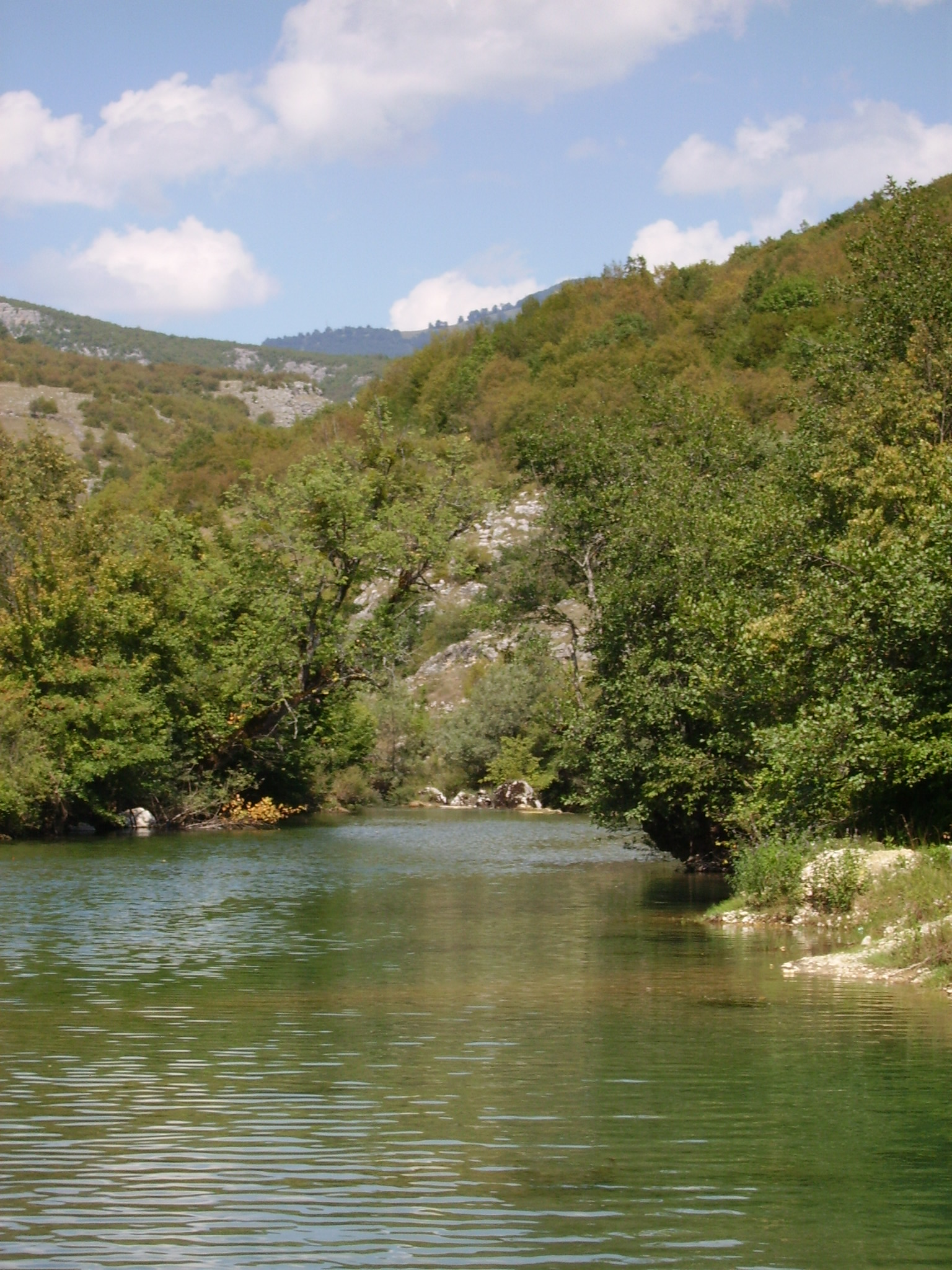
La Sana près de Donji Vrbljani

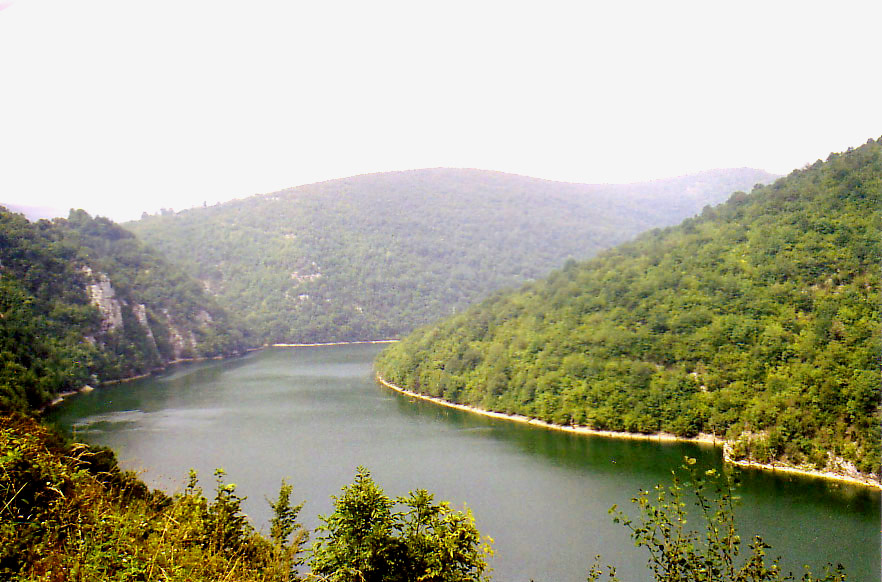
Le Vrbas

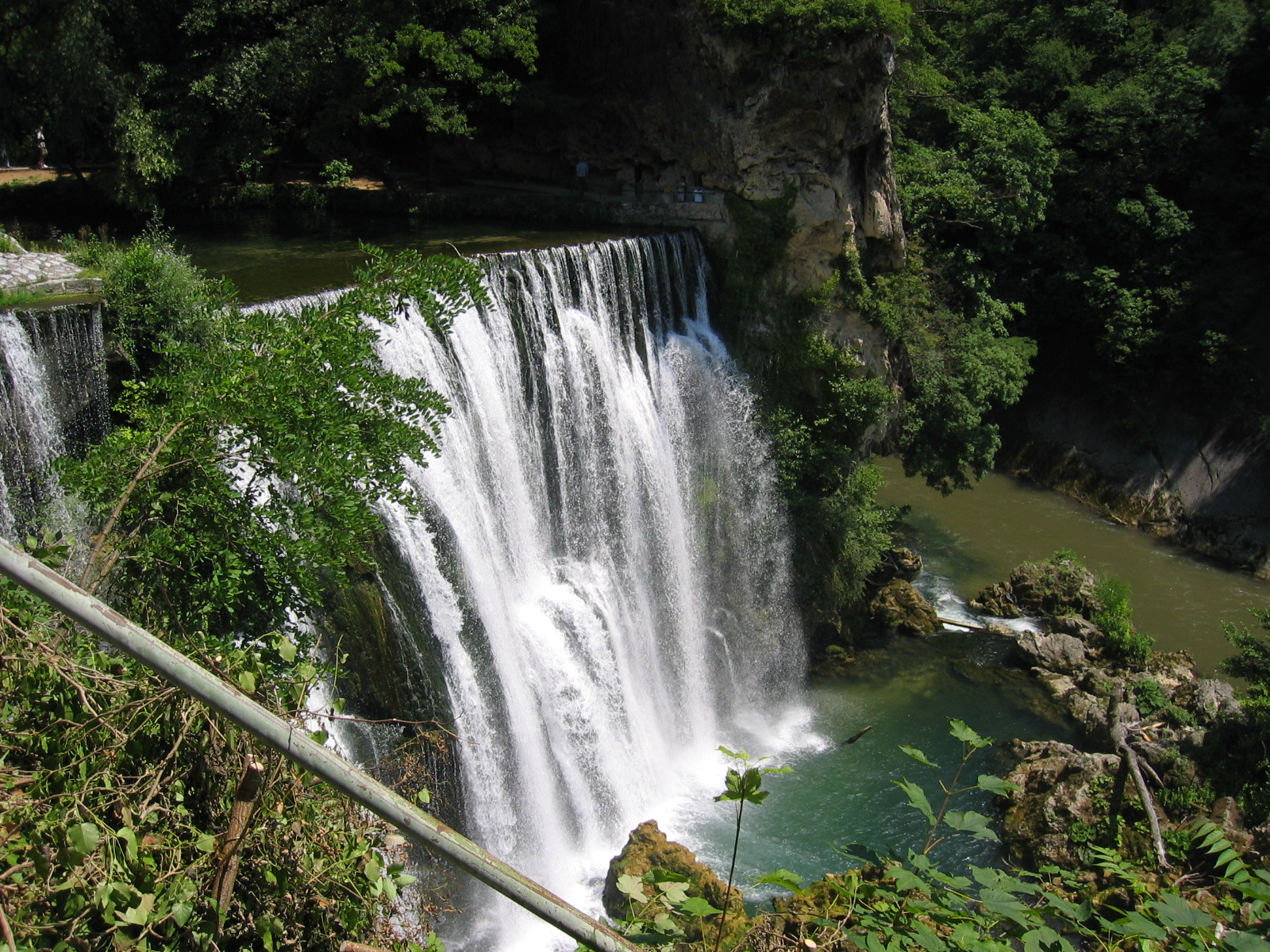
Cascade sur la Pliva

Cet article présente une liste des cours d'eau de Bosnie-Herzégovine.

## Bassin versant de lamer Noire
- Glina (affluent droit de la Kupa, qui se jette dans la Save)
  - Glinica (affluent droit)
    - Bojna
    - Bužimica

  - Kladušnica (affluent droit - confluence à Velika Kladuša)
- Korana (affluent droit de la Kupa)
  - Mutnica (affluent droit)
- Save (affluent droit du Danube - confluence à Belgrade, Serbie)
  - Bosna (affluent droit)
    - Babina rijeka (affluent droit - confluence à Zenica)
    - Fojnička rijeka (affluent gauche)
      - Lepenica (affluent gauche)
        - Bijela rijeka (affluent droit - confluence près de Kreševo)
        - Crna rijeka (Lepenica) (affluent droit - confluence près de Kreševo)
        - Kreševka (affluent droit - confluence à Kreševo)

      - Željeznica (Fojnička) (affluent droit)
        - Dragača (affluent gauche - confluence à Fojnica)

    - Goruša (affluent droit - confluence à Visoko)
    - Krivaja (affluent droit - confluence à Zavidovići)
      - Bioštica (affluent droit)
      - Duboštica (affluent gauche)
      - Kaljina (affluent droit)

    - Lašva (affluent gauche)
      - Bila (affluent gauche)
      - Grlovnica (affluent gauche)
      - Komašnica (affluent droit - confluence près de Travnik)
      - Kruščica (affluent droit)

    - Ljubina (Bosna) (affluent droit - confluence à Semizovac)
      - Mokranjska Miljacka
      - Paljanska Miljacka
        - Bistrica (Paljanska Miljacka) (affluent gauche)

    - Miljacka (affluent droit - confluence près de Sarajevo)
    - Misoča (affluent droit)
      - Blaža (affluent gauche)

    - Ribnica (affluent droit - confluence près de Kakanj)
      - Mala rijeka (Ribnica) (affluent gauche - confluence près de Kakanj)

    - Spreča
      - Jala

    - Stavnja (affluent gauche - confluence à Ilijaš)
      - Mala rijeka (Stavnja) (affluent gauche)

    - Trstionica (affluent droit - confluence près de Kakanj)
      - Bukovica (Trstionica) (affluent gauche - confluence près de Kraljeva Sutjeska)

    - Usora (affluent gauche - confluence au sud de Doboj)
      - Mala Usora
      - Velika Usora

    - Željeznica (Bosna) (affluent droit)
      - Kasindolska (affluent droit)

  - Brka (affluent droit - confluence à Brčko)
  - Dašnica (affluent droit - confluence dans la région de Semberija)
  - Drina (affluent droit)
    - Bistrica (Drina) (affluent gauche)
      - Gozva (affluent droit)

    - Čeotina (affluent droit)
    - Drinjača (affluent gauche)
      - Jadar (affluent droit)
        - Kravica (affluent droit)

    - Janja (affluent gauche - confluence dans la région de Semberija)
    - Janjina (affluent droit)
    - Kolina (affluent gauche)
    - Lim (affluent droit)
      - Uvac

    - Rzav (affluent droit - confluence à Višegrad)
      - Beli Rzav
      - Crni Rzav

    - Sutjeska (affluent gauche - confluence au sud de Foča)
      - Jabučnica
      - Hrčavka (affluent gauche)

  - Jablanica (affluent droit - confluence près de Bosanska Gradiška)
    - Bukovica (Jablanica) (affluent droit)
    - Ljubina (Jablanica) (affluent droit)

  - Jurkovica (affluent droit - confluence près de Bosanska Gradiška)
  - Lukavac (affluent droit - confluence dans la région de Semberija)
  - Ljubija (affluent gauche)
  - Ukrina (affluent droit - confluence près de Brod)
    - Ilova (affluent droit)
    - Mala Ukrina
    - Velika Ukrina

  - Una (affluent droit)
    - Čava (affluent droit)
    - Krušnica (affluent droit - confluence à Bosanska Krupa)
    - Mlječanica (affluent droit)
      - Knežica (affluent droit)

    - Sana (affluent droit)
      - Blija (affluent gauche - confluence à Sanski Most)
      - Dabar (affluent gauche - confluence au sud de Sanski Most)
      - Gomjenica (affluent droit - confluence près de Prijedor)
        - Bistrica (Gomjenica) (affluent droit)
        - Krivaja (Gomjenica) (affluent droit)

      - Japra (affluent gauche - confluence près de Bosanski Novi)
        - Japrica (affluent gauche)

      - Kijevska rijeka (affluent droit)
      - Kozica (affluent droit)
        - Jovica (affluent droit)

    - Strigova (affluent droit)
      - Kriva Rijeka (affluent droit)
      - Mekinja (affluent gauche)

    - Gradiška (affluent droit)
      - Crna rijeka (Vrbaška) (affluent gauche)

  - Vrbas (affluent droit)
    - Bistrica (Vrbas) (affluent droit - confluence près de Gornji Vakuf)
      - Mutnica (Bistrica) (affluent gauche)

    - Bunta (affluent gauche - confluence entre Gornji Vakuf et Bugojno)
    - Crna rijeka (Vrbas) (affluent gauche - confluence à Mrkonjić Grad)
    - Desna (affluent gauche - confluence avant Gornji Vakuf)
    - Dragočaj (affluent gauche - confluence au nord de Banja Luka)
    - Duboka (affluent gauche - confluence à Bugojno)
    - Pliva (affluent droit - confluence à Jajce)
      - Janj (affluent droit)
        - Kupreška rijeka (affluent droit)

    - Vrbanja (affluent droit - confluence à Banja Luka)
      - Jošavka (affluent droit - confluence près de Čelinac)

## Bassin versant de lamer Adriatique
- Neretva

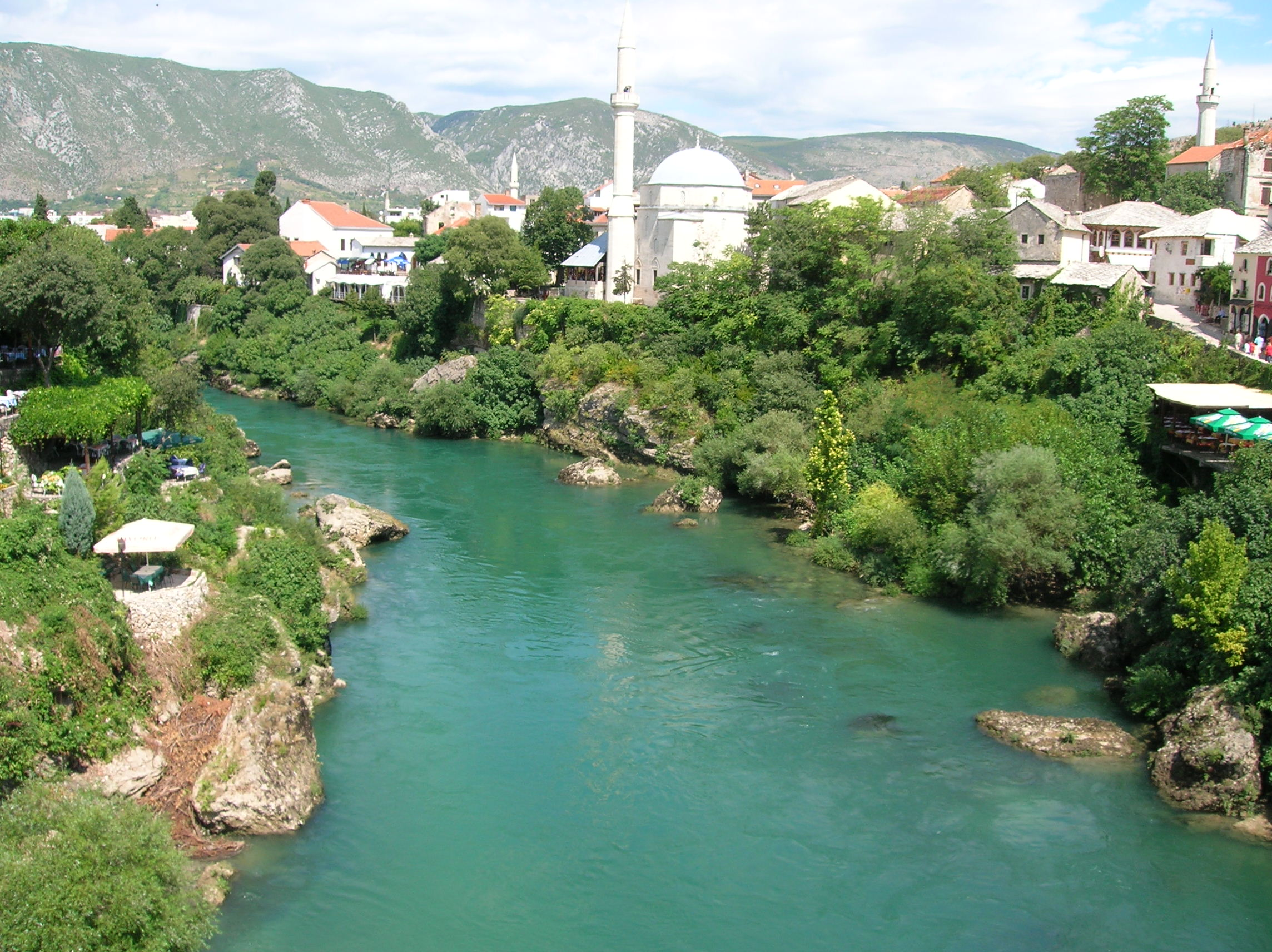
La Neretva à Mostar

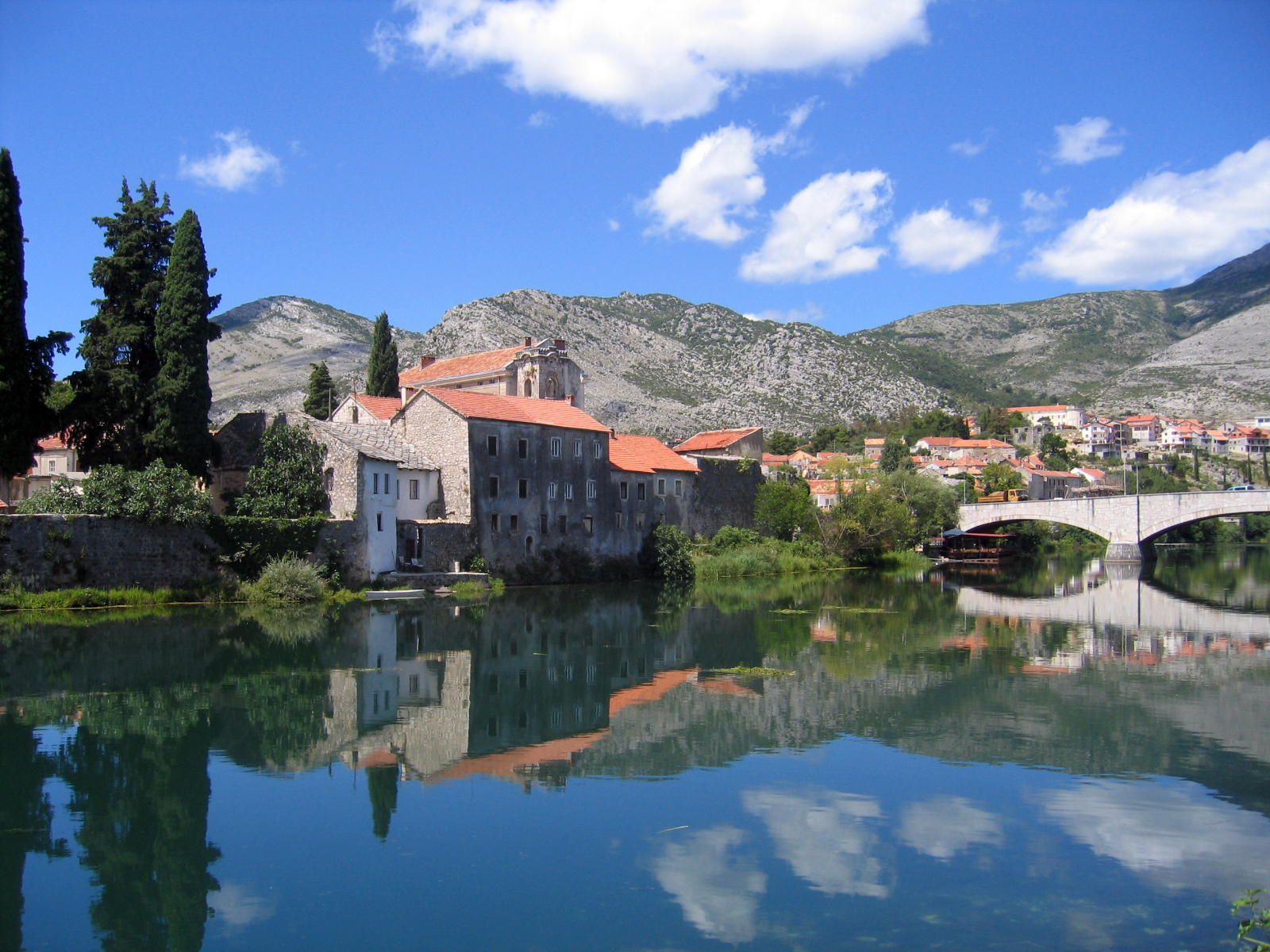
La Trebišnjica à Trebinje

  - Blučica (affluent droit - confluence près du lac de Jablanica)
  - Bregava (affluent gauche - confluence près de Stolac et de Čapljina)
  - Buna (affluent gauche - confluence près de Buna)
    - Bunica (affluent gauche)

  - Doljanka (affluent droit - confluence à Jablanica)
  - Drežanka (affluent droit)
  - Jezernica (affluent droit)
  - Kraljuščica (affluent droit)
  - Ljuta
  - Neretvica (affluent droit - confluence près de Konjic)
  - Rakitnica (affluent droit)
  - Rama (affluent droit)
- Trebišnjica

## Rivières se jetant dans un lac
- Mande, dans le lac de Buško

## Rivières sans confluent
- Bijela (à l'est du mont Prenj)
- Plovuča (sur le poljé de Livno)
  - Bistrica (sur le poljé de Livno)
  - Žabljak (sur le poljé de Livno)
- Drina (sur le poljé de Duvno)
- Jaruga (sur le poljé de Livno)
- Jaruga (sur le poljé de Glamoč)
- Lištica (près de Široki Brijeg)
- Milač (sur le poljé de Kupres)
- Mrtvica (sur le poljé de Kupres)
- Mušnica (sur le poljé Gatac)
- Vrljika (sur le polje d'Imotski)
  - Matica (affluent gauche)